# DSC Wanne-Eickel
Der DSC Wanne-Eickel (offiziell: Deutscher Sport-Club Wanne-Eickel e. V.) ist ein Sportverein aus dem Herner Stadtteil Wanne-Eickel. Er wurde im Oktober 1969 gegründet und bietet die Sportarten Fußball, Handball, Judo, Tischtennis, Wassersport, Kegeln, Sportschießen und Modellflug an. Die einzelnen Abteilungen bestehen als eigenständige Vereine.
Bekannt wurde der Verein durch seine Fußball- und seine Handballabteilung. Die Fußballer spielten von 1978 bis 1980 in der 2. Bundesliga. Seit dem Aufstieg im Jahr 2005 gehören sie der sechstklassigen Westfalenliga 2 an. Spielstätte ist die Mondpalast-Arena. Die Handballer des DSC Wanne-Eickel spielten ein Jahr lang in der Bundesliga.

## Geschichte

### Vereinsgründung
Die Gründung des Vereins ging auf den Bauunternehmer Robert Heitkamp zurück. Heitkamp lud im Winter 1968/69 einige Persönlichkeiten aus Wanne-Eickel ein, um die Gründung eines Großsportvereins zu diskutieren. Vorbild dafür war der TSV Bayer 04 Leverkusen. Heitkamp äußerte seine Sorge um die deutsche Jugend und sah insbesondere die 68er-Bewegung kritisch. Um seine Ziele zu erreichen, sollte ein neuer Verein gegründet werden.
Am 5. Oktober 1969 wurde der DSC Wanne-Eickel gegründet. An der Gründungsversammlung durften nur namentlich eingeladene Personen teilnehmen. Innerhalb weniger Monate verfügte der DSC bereits über 17 Abteilungen, die zumeist durch den Beitritt anderer Vereine entstanden sind. Die Gründung des Vereins wurde nicht von allen Bürgern aus Wanne-Eickel begrüßt. Teilweise wurde der neu gegründete Club als „Kunstverein“ bezeichnet.
Robert Heitkamp wurde einstimmig zum Vorsitzenden gewählt. Er fungierte auch als Mäzen und pumpte jährlich über eine Million Mark in den Verein. Anfang der 1990er Jahre zog er sich allmählich zurück. Im Jahr 2000 spalteten sich die einzelnen Abteilungen als eigenständige Vereine vom DSC ab; seitdem treten sie als DSC Wanne-Eickel mit der jeweiligen Sportart als Zusatz auf. Hintergrund waren finanzielle Schwierigkeiten der Fußballer nach einer Steuerprüfung.

### Frühe Jahre (1971 bis 1978)
Bei der Gründung des DSC Wanne-Eickel fehlte noch eine Fußballabteilung. Diese wurde erst im Sommer 1971 durch den Beitritt des TB 54 Eickel gegründet. Gleichzeitig übernahm der DSC den Startplatz der Eickeler in der damals drittklassigen Verbandsliga Westfalen II. Sportlich kam die Mannschaft zunächst nicht über Mittelfeldplätze hinaus und konnte 1973 nur knapp den Abstieg vermeiden. Ein Jahr später stieg der Lokalrivale Westfalia Herne in die Verbandsliga ab. Durch die Eingemeindung Wanne-Eickels nach Herne am 1. Januar 1975 erlebten die bis dahin „normalen“ Spiele zwischen beiden Vereinen eine besondere Brisanz. Beide Vereine kämpften in der Saison 1974/75 um die Meisterschaft in der Verbandsliga II. Mit einem 2:2 sicherte sich die Westfalia im direkten Duell den Staffelsieg und stieg in die 2. Bundesliga auf.
Nach einer weiteren Vizemeisterschaft im Jahre 1977 hinter Rot-Weiss Lüdenscheid gelang ein Jahr später der sportliche Durchbruch. Mit fünf Punkten Vorsprung auf die SpVgg Erkenschwick sicherte sich der DSC den Staffelsieg und trafen in den Endspielen um die Westfalenmeisterschaft auf den 1. FC Paderborn. Das Hinspiel in Wanne-Eickel gewann der DSC mit 2:0 und gewann trotz einer 1:2-Niederlage im Rückspiel den Titel. In der folgenden Aufstiegsrunde setzten sich die Wanne-Eickeler unter dem Trainer Günter Luttrop gemeinsam mit dem SC Viktoria Köln gegen die Nordclubs VfL Wolfsburg und 1. SC Göttingen 05 durch und stiegen in die 2. Bundesliga auf. In der gleichen Saison nahm der DSC erstmals am DFB-Pokal teil und schied in der dritten Runde nach einem 0:2 gegen Werder Bremen aus.

### In der 2. Bundesliga (1978 bis 1980)
Die Spieler blieben nach dem Aufstieg jedoch Amateure, da die Vereinsführung auf Profis oder Halbprofis verzichtete. Ein Großteil der Spieler war bei Heitkamp bzw. dessen Tochtergesellschaften beschäftigt. Vor Saisonbeginn bezeichnete das Fachmagazin Kicker den DSC als „Absteiger Nummer eins“. Doch die Mannschaft geriet nur in der zweiten Saisonhälfte in Abstiegsgefahr. Am vorletzten Spieltag der Saison 1978/79 wurde der Klassenerhalt gesichert und der DSC wurde am Ende Dreizehnter. In der zweiten Runde des DFB-Pokals scheiterten die Wanne-Eickeler beim damaligen Bundesligisten VfL Bochum mit 2:4 nach Verlängerung. Am Saisonende wurde Trainer Günter Luttrop durch Anton Burghardt ersetzt. Während der Saison spielte Peter Wieczorek dreimal für die deutsche Amateurnationalmannschaft.
In der zweiten Profispielzeit 1979/80 belegte die Mannschaft stets Mittelfeldplätze und geriet nie in Abstiegsgefahr und kam zu überraschenden Siegen gegen renommierte Vereine wie den VfL Osnabrück oder Hannover 96. Sportlich wurde mit Platz elf die Klasse erhalten. Dennoch gab der Verein im April 1980 freiwillig die Lizenz zurück, da „das finanzielle Engagement für die Lizenzspielerfußballmannschaft gegenüber den anderen Sportsparten nicht zu vertreten sei“. Die „Aufrechterhaltung des Spielbetriebs der Lizenzfußballmannschaft sei nicht sinnvoll“. Vielfach wird die Einführung der eingleisigen 2. Bundesliga ab 1981 als Grund für den Rückzug angesehen. Diese bundesweite Spielklasse würden die finanziellen Möglichkeiten von Mäzen Heitkamp übersteigen. Neben Heitkamp wurde auch Sportdirektor Egon Große-Boymann von den Fans und den Medien für den freiwilligen Rückzug scharf kritisiert.

### Oberligajahre und schwarze Kassen (1980 bis 2000)
Mit zehn Spielern der Vorjahresmannschaft und einigen Nachwuchskräften spielte der DSC ab 1980 in der damals drittklassigen Oberliga Westfalen weiter. Nach mehreren Jahren im Mittelfeld wurde die Mannschaft in der Saison 1984/85 Vizemeister mit drei Punkten Rückstand auf den SC Eintracht Hamm. Damit qualifizierte sich der DSC für die deutsche Amateurmeisterschaft, wo sich die Mannschaft über die Stationen Schwarz-Weiß Essen und SC Charlottenburg ins Finale einzog. Das Endspiel im Bremer Weserstadion ging mit 0:3 gegen die Amateure von Werder Bremen verloren.
In den folgenden beiden Jahre erreichten die Wanne-Eickeler jeweils den vierten Platz, ehe die Formkurve Ende der 1980er Jahre nach unten zeigte. Zwischenzeitlich konnte der Verein im Jahre 1986 den Westfalenpokal durch einen 2:1-Finalsieg über den FC Gütersloh gewinnen. Im Jahre 1989 konnte der Klassenerhalt nur dank des Aufstiegs von Preußen Münster in die 2. Bundesliga gesichert werden. Ein Jahr später verlor der DSC das Westfalenpokalfinale gegen den ASC Schöppingen mit 0:5. Schließlich folgte 1993 der Abstieg als Drittletzter, da die Oberliga Westfalen von 18 auf 16 Mannschaften verkleinert wurde. Obwohl es ein Jahr später durch die Wiedereinführung der Regionalliga zu einem erhöhten Aufstieg kam verpasste der DSC als Fünfter den Wiederaufstieg und war damit nur noch fünftklassig.
Im Jahre 1996 wurde der DSC Vizemeister der Verbandsliga II hinter der DJK TuS Hordel. Vier Jahre später führte die Steuerfahndung eine Betriebsprüfung beim DSC durch, da der Verdacht bestand, dass der Verein seinen Spielern Schwarzgeld zahlt und Steuerhinterziehung betreibt. Nach Hausdurchsuchungen forderte das Finanzamt eine Nachzahlung in Höhe von 250.000 Mark. Der Vorstand trat geschlossen zurück und erst nach langen Verhandlungen konnte der DSC den Spielbetrieb fortführen.

### Gegenwart (seit 2000)

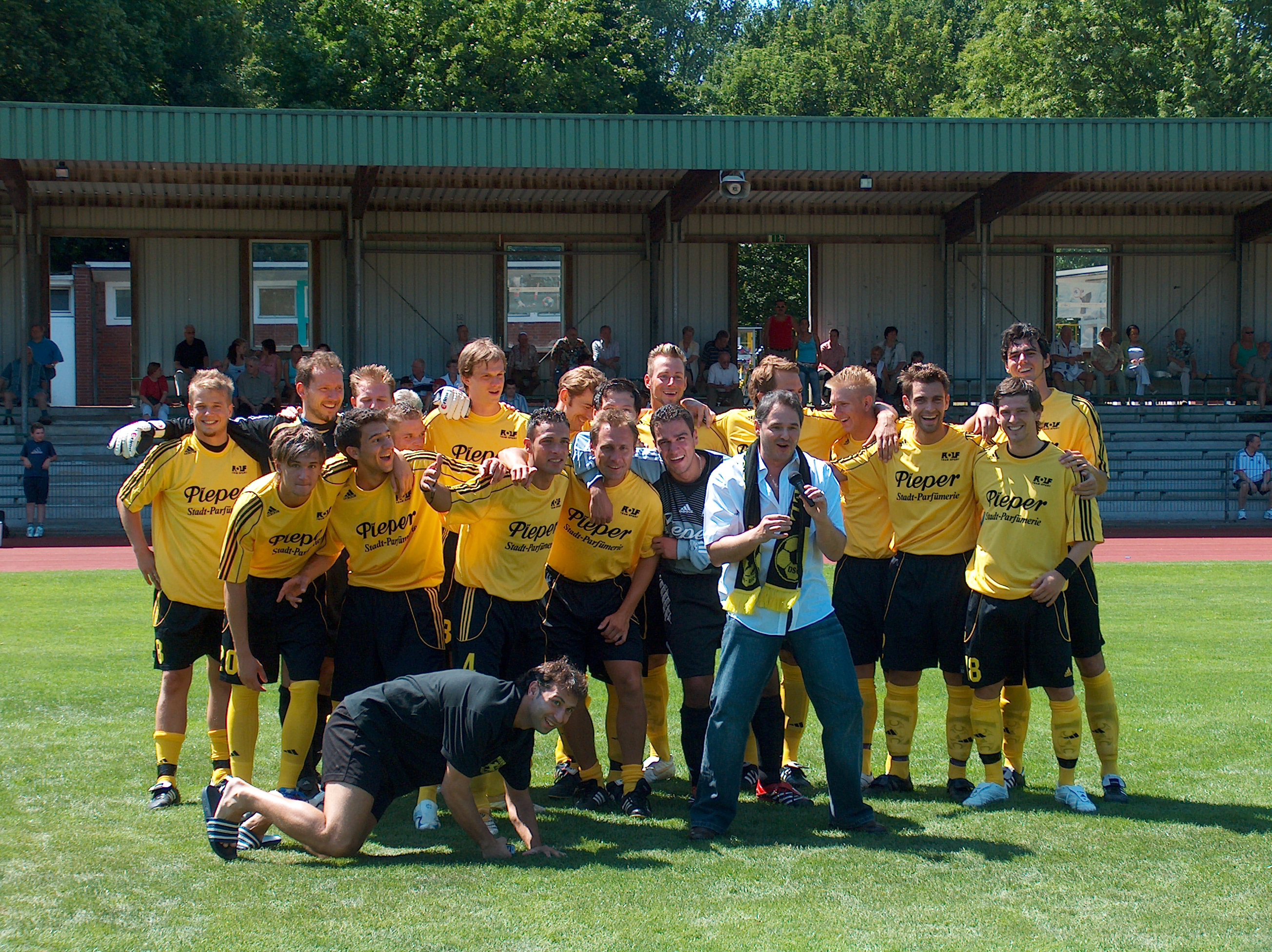
Mannschaft von 2006

Als der Verein im Dezember 2001 keinen neuen Vorstand fand, stand der Verein kurz vor der Auflösung. Sportlich mussten die Wanne-Eickeler zwei Jahre später als abgeschlagener Tabellenletzter in die Landesliga absteigen. Mit dem Sturz in die Sechstklassigkeit erreichte der DSC seinen Tiefpunkt. Unter Führung des Unternehmers Gerd Pieper wurde ein Förderverein gegründet. Im Jahre 2005 kehrten die Wanne-Eickeler nach einem 6:0-Sieg beim ASC 09 Dortmund in die Verbandsliga zurück. In der folgenden Spielzeit wurde die Mannschaft als Aufsteiger Meister der Verbandsliga II. Allerdings stieg die Mannschaft nicht in die Oberliga auf, da der Verein die notwendigen Lizenzierungsunterlagen nicht beim Fußball- und Leichtathletik-Verband Westfalen eingereicht hat. Gleichzeitig besuchte die Borussenfront, eine rechtsextreme Fangruppierung von Borussia Dortmund regelmäßig Heimspiele des DSC Wanne-Eickel.
In den folgenden beiden Spielzeiten reichte es für den DSC nur zu Vizemeisterschaften hinter der SG Wattenscheid 09 bzw. der TSG Sprockhövel, ehe die Wanne-Eickeler in den folgenden Spielzeiten ins Mittelfeld der Tabellen zurückfielen. In der Saison 2017/18 wurde der DSC Vizemeister hinter dem Holzwickeder SC. Durch einen 2:3-Niederlage nach Verlängerung gegen den SV Schermbeck wurde der Wiederaufstieg in die Oberliga Westfalen verpasst. Bitter für die Wanne-Eickeler war, dass ein Tor in der Nachspielzeit wegen Abseits nicht gegeben wurde. 2024 gelang dem DSC der Klassenerhalt nur aufgrund eines mehr geschossenen Tores gegenüber dem SC Neheim.

## Erfolge
| - Westfalenmeister: 1978 - Westfalenpokalsieger: 1986 - Westfalenpokalfinalist: 1990 | - Meister der Verbandsliga Westfalen II/Westfalenliga II: 1978, 2006 - A-Jugend-Westfalenmeister: 1978 - C-Jugend-Westfalenpokalsieger: 1989 |

## Persönlichkeiten

### Spieler
- Heinz Blasey
- Uli Borowka
- Hans-Jürgen Bradler
- David Czyszczon
- Eckehard Eigenwillig
- Klaus Kacmierczak
- Roland Kosien
- Thomas Kruse
- Norbert Lücke
- Reinhold Mathes
- Jürgen Mauthe
- Ingo Peter
- Ralf Regenbogen
- Elwin Schlebrowski
- Jürgen Sobieray
- Peter Wieczorek
- Dietmar Wiese
- Klaus Wischniewski
- Sascha Wolf

### Trainer
- Klaus Berge (2010–2012)
- Anton Burghardt (1979–1980)
- Günter Luttrop (1977–1979)

### Schiedsrichter
- Alfred Köhler
- Nadine Westerhoff

## Umfeld

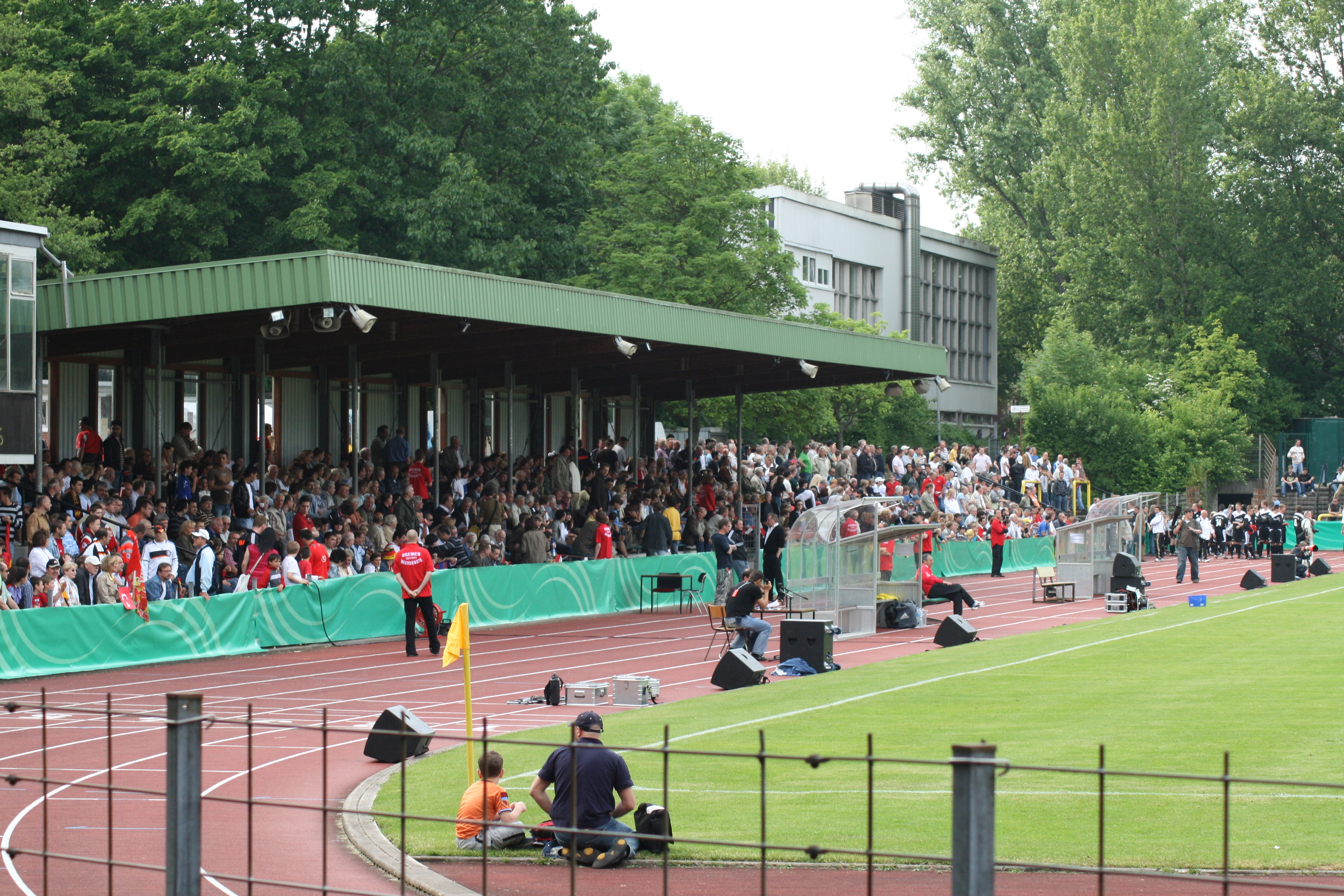
Blick in die Mondpalast-Arena

### Weitere Mannschaften
Seit 2008 besteht wieder eine zweite Mannschaft, die im Jahre 2013 den Aufstieg in die Herner Kreisliga A schaffte. Fünf Jahre später meldete der Verein auch wieder eine dritte Mannschaft in der Kreisliga C. Im Nachwuchsbereich spielen in der Saison 2013/14 die A-, B- und C-Jugend in der Bezirksliga.

### Spielstätten
Spielstätte des DSC Wanne-Eickel ist die Mondpalast-Arena. Das Stadion wurde 1955 als Stadion im Sportpark Wanne-Süd eröffnet und bietet Platz für 13.500 Zuschauer. Seit 2009 trägt das Stadion seinen heutigen Namen. Namensgeber ist das Theater Mondpalast. Neben dem DSC trug auch die zweite Mannschaft des FC Schalke 04 seine Heimspiele bis 2017 in der Mondpalast-Arena aus, da die Schalker Reserve kein anderes geeignetes Stadion gefunden hatten.